# دعای مجیر
دعای مجیر یکی از دعاهایی است که شیعیان دوازده‌امامی در شب‌های ماه رمضان می‌خوانند. این دعا از پیامبر اسلام محمد بن عبدالله روایت شده‌است.
دعای مجیر هشتاد و هشت بند دارد که در هر بند عبارت «أَجِرْنَا مِنَ النَّارِ یَا مُجِیرُ» به معنی «پناه بده من را از آتش ای پناه دهنده» تکرار شده‌است. خواندن این دعا در ایام البیض ماه رمضان (۱۳، ۱۴ و ۱۵ ماه رمضان) برای آمرزش گناهان توصیه شده‌است.

## سند
دعای مجیر از محمد روایت شده و گفته می‌شود هنگامی که در مقام ابراهیم مشغول نماز بود جبرئیل آن را برای او آورد. ابراهیم کفعمی در البلد الامین و «مصباح» و شیخ عباس قمی در مفاتیح الجنان به این دعا اشاره کرده‌اند.